# 阿戈斯蒂諾·卡薩羅利
阿戈斯蒂諾·卡薩羅利（義大利語：Agostino Casaroli，1914年11月24日—1998年6月9日）是意大利天主教樞機和罗马教廷外交官，后来成为教廷国务卿。在梵蒂冈第二次大公会议之后，他是梵蒂冈对東方集團国家談判的最重要人物。

## 生平
卡萨罗利出生于意大利皮亚琴察省的圣乔瓦尼堡，出身卑微。他的父亲是皮亚琴察的裁缝。他曾就读于皮亚琴察的阿尔贝罗尼学院、贝多尼亚的主教神学院、皮亚琴察的罗马教皇拉特大学，在那里他获得了教会法博士学位，并在教皇教会学院接受了教育。

### 早年
1937年5月27日，他在皮亚琴察晉鐸为神父。 1937年至1939年在罗马学习。从1940年开始，他在梵蒂冈國務院秘书处任职。
他于1955年在巴西里约热内卢举行的第一届拉丁美洲主教大会上担任亞德歐達托·喬瓦尼·皮耶薩樞機的助理。1961年2月24日，他被任命为负责特别教会事务圣部副部长，实际上是外交部副部长。1964年，他代表罗马教廷与突尼西亞就教會問題簽署《權宜的妥協》文书。1964年9月15日，他在布达佩斯签署了罗马教廷与匈牙利之间的部分协议。1965年2月，他与捷克斯洛伐克共产政府就任命方濟各·托馬塞克为布拉格总教区的宗座署理代表进行谈判。1967年6月29日，他被任命为特别教会事务圣部秘书。
教宗保祿六世于1967年7月16日将他祝圣为主教。。1975年7月30日至8月1日，他在赫尔辛基主持了CSCE会议。1979年4月28日，他被任命为副国务卿。

### 樞機主教
卡萨罗利于1979年被若望保禄二世在被任命为诸圣宗徒圣殿的樞機主教。同时他成为国务卿。尽管他被视为不像若望保禄二世的任何其他亲密伙伴那样强硬，但卡萨罗利娴熟的外交手段被视为对抗苏联不可替代的人選。

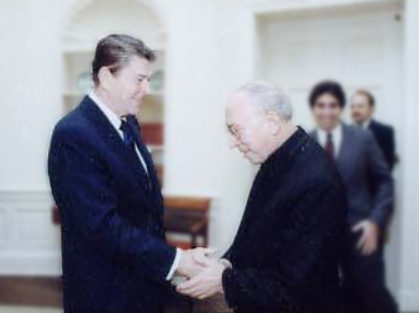
1981年，卡萨罗利与担任美國總統的罗纳德·里根会面

1985年，他成为波尔图-圣塔-鲁菲纳郊区教区的樞機主教，国务卿由安杰洛·索达诺（当时为副国务卿）继任。在1998年因心肺疾病去世前，他一直担任樞機團的副團長。

## 爭議

### 与共产主义的关系
卡萨罗利于1964年与匈牙利和1966年与南斯拉夫签署条约，这是罗马教廷第一次以这种方式向共产主义政权，共产主义政权上台以来杀害了许多的天主教徒 。尽管他2000年的回忆录揭示了一个对共产主义怀有敌意的人，但他非凡的外交技巧使这种敌意似乎不存在。
据约翰·O·克勒称，克格勃及其在东欧的“兄弟机关”非常清楚卡萨罗利枢机主教的真实观点和影响力。因此，他的私人办公室是梵蒂冈内部的主要间谍目标之一。
意大利情报官员称，托雷塔自1950年以来一直是克格勃的线人。

根据克勒的说法：
艾琳于1980年代初从捷克斯洛伐克归来，带着一尊约10英寸高的圣母玛利亚陶瓷雕像，是捷克著名陶瓷艺术的精美作品。这对夫妇将雕像赠送给卡萨罗利枢机主教，后者欣然接受。在雕像裡一个很小但功能强大的发射器，这对夫妇在苏联大使馆的工作人员協助下从大楼外对其进行了监控。雕像被放置在靠近红衣主教卡萨罗利办公室的餐厅的衣橱里，另一个窃听装置隐藏在同一个衣橱里。直到 1990 年，法官罗萨里奥·普里奥雷发起在对教皇若望保禄二世的暗杀企图ˇ呃大规模调查中之后，这两个人才被发现。” 

## 荣誉
- 荣誉学位，帕维亚大学，1991

## 在流行文化中
卡萨罗利枢机主教在2005年的迷你剧《教皇约翰保罗二世》中由资深角色演员本加扎拉饰演。